# Andreu Guri i Sala

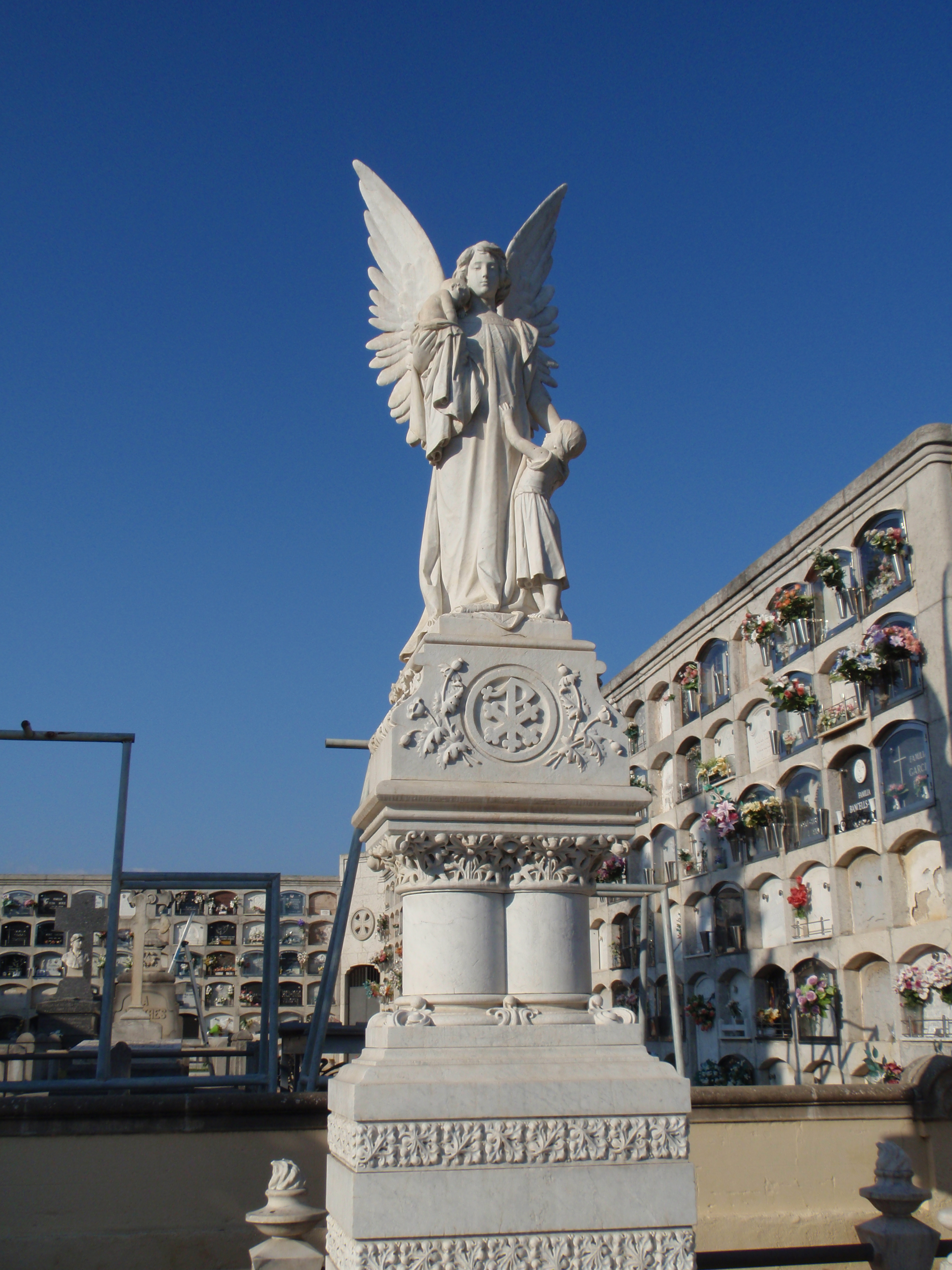
Sepulcro de Andreu Guri y Sala en el cementerio de Arenys de Mar

Andeu Guri y Sala (Arenys de Mar, 1824 - 1908) fue un industrial y benefactor español, Cruz de Isabel la Católica.

## Biografía
Se dedicó a la fabricación de tapones de corcho, con lo cual consiguió reunir una pequeña fortuna. En 1854 se declaró una epidemia en Arenys y, sustituyendo al alcalde del momento, Andreu Guri organizó todos los servicios sanitarios para hacer frente a la epidemia. Su presencia de espíritu y la gran actividad que desplegó le valieron la Cruz de Isabel la Católica.
En su testamento tuvo un recuerdo por los pobres más desvalidos y desgraciados (que fueran naturales o residentes en la villa), a los cuales dio una renta líquida (entonces unas 5.000 pesetas) de una casa situada en el número 160 de la calle de Pau Claris, en Barcelona. Y dejó escrito que ejecutara su última voluntad una Junta formada por el rector, el alcalde y el mayor contribuyente (este sustituido por un miembro de la familia Guri).